# 1126

## Родени
- Авероес, арабски философ